# Mudrovce
Mudrovce – wieś (obec) na Słowacji położona w kraju koszyckim, w powiecie Koszyce-okolice. Pierwsze wzmianki o miejscowości pochodzą z roku 1406. 
Według danych z dnia 31 grudnia 2012, wieś zamieszkiwały 72 osoby, w tym 40 kobiet i 32 mężczyzn.
W 2001 roku pod względem narodowości i przynależności etnicznej 98,55% mieszkańców stanowili Słowacy, a 1,45% Ukraińcy.
Ze względu na wyznawaną religię struktura mieszkańców kształtowała się w 2001 roku następująco:
- Katolicy rzymscy – 13,04%
- Grekokatolicy – 4,35%
- Ewangelicy – 82,61%